# Coelichneumon prolixus
Coelichneumon prolixus är en stekelart som först beskrevs av Cresson 1874.  Coelichneumon prolixus ingår i släktet Coelichneumon och familjen brokparasitsteklar. Inga underarter finns listade i Catalogue of Life.